# Limnebius aridus
Limnebius aridus är en skalbaggsart som beskrevs av Perkins 1980. Limnebius aridus ingår i släktet Limnebius och familjen vattenbrynsbaggar. Inga underarter finns listade i Catalogue of Life.